# لاني بوفو
لاني بوفو (بالإنجليزية: Lanny Poffo) (ولد في 28 ديسمبر 1954 - 2 فبراير 2023)، وهو ممثل أمريكي ومصارع محترف ومتحدثًا تحفيزيًا وشاعرًا وممثلً وُلِد في كالغاري، ألبرتا، كندا.

## البطولات والإنجازات
- المصارعة الأطلسية الكبرى
  - هي بطولة للوزن الثقيل (1 مرة)[1]
- بطولة ساحل الخليج للمصارعة
- المصارعة الشمالية العظمى
  - مع (راندي سافاج) بطولة ساحل الخليج (1 مرة)
- بطولة المصارعة الدولية
  - بطولة المصارعة الدولية (1 مرة)[2]
  - بطولة ديترويت مع (انجيلو پوفو) و (كريس كولت) (مرتين)[3][4]
- ديترويت[5]
- برو ريسلنغ لاشين
  - البطولة الدولية (1 مرة)
- مصارعة المحترفين
  - من أفضل 500 مصارع فردي في عام (1991) احتل المركز (229).[6]
  - من أفضل 500 مصارع فردي في عام (2003 م) احتل المركز (426).[7][8]

## وصلات خارجية
- لاني بوفو على موقع CageMatch worker (الإنجليزية)
- لاني بوفو على موقع قاعدة بيانات المصارعة على الإنترنت (الإنجليزية)
- لاني بوفو على موقع عالم المصارعة على الإنترنت (الإنجليزية)
- لاني بوفو على موقع عالم المصارعة على الإنترنت (الإنجليزية)

لاني بوفو على موقع IMDb (الإنجليزية)
- لاني بوفو على موقع قاعدة بيانات الفيلم (الإنجليزية)

لم يتم العثور على روابط لمواقع التواصل الاجتماعي.